# Xunke

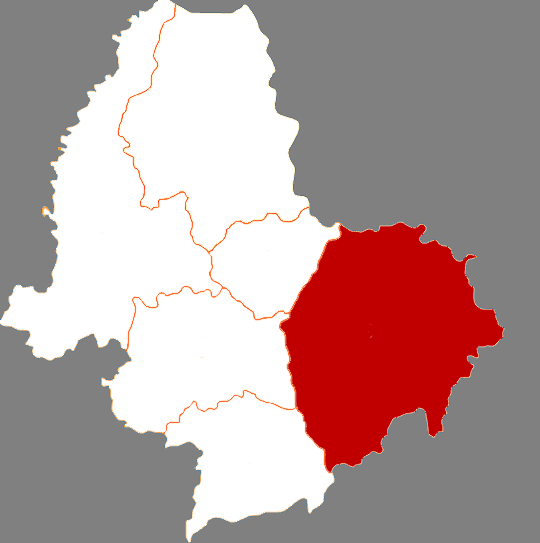
Lagekarte von Xunke County in Heihe City, China

Xunke (chinesisch 逊克县, Pinyin Xùnkè Xiàn) ist ein Kreis, der bezirksfreien Stadt Heihe in der nordostchinesischen Provinz Heilongjiang. Der Kreis hat eine Gesamtfläche von 18.120 km² und zählt 82.134 Einwohner (Stand: Zensus 2020). Sein Hauptort ist die Großgemeinde Bianjiang (边疆镇).

## Geographie
Xunke liegt am Nordhang des mittleren Abschnitts des Kleinen Hinggan-Gebirges und am Südufer des Mittellaufs des Heilong Jiang, der hier auf 140 km Länge die Grenze zum russischen Blagoweschtschensk in der Oblast Amur bildet.

## Administrative Gliederung
Auf Gemeindeebene setzt sich Xunke aus einem Straßenviertel, zwei Großgemeinden, fünf Gemeinden und zwei Nationalitätengemeinden zusammen. Diese sind:
| Straßenviertel Qike (奇克街道), Sitz der Kreisregierung; Großgemeinde Bianjiang (边疆镇); Großgemeinde Xunhe (逊河镇); Gemeinde Baoshan (宝山乡); Gemeinde Chelu (车陆乡); | Gemeinde Ganchazi (干岔子乡); Gemeinde Kelin (克林乡); Gemeinde Songshugou (松树沟乡); Gemeinde Xin E der Oroqen (新鄂鄂伦春族乡); Gemeinde Xinxing der Oroqen (新兴鄂伦春族乡). |

Hinzu kommen vier Staatsforste, eine Staatsfarm, ein staatlicher Saatzuchtbetrieb und eine staatliche Zuchtviehstation.

## Verkehr
Zwischen Xunke und dem gegenüberliegenden Pojarkowo besteht während der eisfreien Zeit eine Fährverbindung.

## Infoseite
- Xunke im chinesischen Ortsnamen-Netz – Chinesisch
- Website der Kreisregierung – Chinesisch